# Gian Lorenzo Basetti
Gian Lorenzo Basetti (Vairo di Palanzano, 3 agosto 1836 – Parma, 11 aprile 1908) è stato un politico e patriota italiano.
Si laureò in medicina all'Università di Parma nel 1863. Dopo aver lavorato qualche anno all'Ospedale di Parma, nel 1866 si arruolò nel corpo di volontari garibaldini per la nuova campagna contro gli Austriaci. Fu nominato medico di battaglione e prese parte alla campagna dell'Agro Romano del 1867. Partecipò alle operazioni di soccorso della battaglia di Mentana e di quella di Monterotondo, sulle quali scrisse la memoria Rimembranze di Mentana e Monterotondo, con dettagli, osservazioni e proposte sul servizio sanitario del corpo dei garibaldini. Venutone a conoscenza, Giuseppe Garibaldi lo volle con sé a dirigere il servizio medico nella campagna dei Vosgi della guerra franco-prussiana nel 1870-71.
Rientrato in Italia, nel 1874 venne eletto deputato nella XII Legislatura nel Collegio di Castelnuovo Monti. Fu poi confermato deputato fino al 1908, per un totale di 11 legislature. In Parlamento si schierò con la sinistra storica, avvicinandosi poi al gruppo radicale (la cosiddetta "sinistra estrema"), erede del partito garibaldino. Godette dell'amicizia di personalità come Benedetto Cairoli, Felice Cavallotti e Giuseppe Zanardelli. Nel 1907 venne acclamato presidente nel Congresso del neo costituito partito radicale a Bologna.
Ricoprì diverse altre cariche pubbliche: consigliere comunale a Parma e a Langhirano, consigliere provinciale e membro del consiglio di amministrazione degli Ospizi Civili di Parma. Come deputato si batté per lo sviluppo della Val d'Enza, in particolare per la costruzione della strada provinciale tra Reggio Emilia e Castelnuovo Monti, e per la realizzazione delle linee ferroviarie Parma-La Spezia, Parma-Brescello e Parma-Suzzara.
A Parma gli è intitolato, congiuntamente a Francesco Basetti, il "Viale Francesco e Gian Lorenzo Basetti", un tratto del Lungoparma che collega il ponte Caprazucca al ponte Italia. Il viale, che prima si chiamava "Viale Francesco Basetti", ha preso questa nuova denominazione dal 2008.